# 400673 Vitapolunina
400673 Vitapolunina è un asteroide della fascia principale. Scoperto nel 2009, presenta un'orbita caratterizzata da un semiasse maggiore pari a 3,0238713 UA e da un'eccentricità di 0,2646047, inclinata di 6,25865° rispetto all'eclittica.
L'asteroide è dedicato al medico e ricercatrice russa Viktoriya Polunina.